# Pierre de la Harpe
Pierre de la Harpe est un mathématicien suisse. Il est professeur à l'université de Genève. 
De la Harpe a obtenu son doctorat à l'université de Warwick sous la direction de James Eells en 1972 (titre de sa thèse Classical Banach-Lie Algebras and Banach-Lie Group). 
Ses recherches portent sur la théorie géométrique des groupes et les algèbre d'opérateurs . 
De la Harpe est coéditeur de la collection Grundlehren der mathematischen Wissenschaften et membre du comité de rédaction de L'Enseignement Mathématique.

## Travaux

### Image des mathématiques
Pierre de la Harpe est un auteur fécond d'articles de vulgarisation dans la série Image des mathématiques du CNRS, où il a publié 27 articles.

### Ouvrages
- Yves Cornulier et Pierre de la Harpe, Metric geometry of locally compact groups, European Mathematical Society, coll. « EMS Tracts in Mathematics » (no 25), 2016, viii+235 (ISBN 978-3-03719-166-8, MR 3561300)
- (en) Bachir Bekka, Pierre de la Harpe et Alain Valette, Kazhdan’s property (T), Cambridge, Cambridge University Press, coll. « New Mathematical Monographs » (no 11), 2008, xiv+472 (ISBN 978-0-521-88720-5, MR 2415834)
- (en) Pierre de la Harpe, Topics in Geometric Group Theory, Chicago/London, University of Chicago Press, coll. « Chicago Lectures in Mathematics », 2000, vi+310 (ISBN 0-226-31719-6 et 0-226-31721-8, MR 1786869, lire en ligne)
- Frederick Goodman, Pierre de la Harpe et Vaughan F. R. Jones, Coxeter Graphs and Towers of Algebras, Springer Verlag, coll. « Mathematical Sciences Research Institute Publications » (no 14), 1989, x+288 (ISBN 0-387-96979-9, MR 0999799)
- Pierre de la Harpe et Alain Valette, La propriété (T) de Kazhdan pour les groupes localement compacts (avec un appendice de Marc Burger), Société Mathématique de France, coll. « Astérisque » (no 175), 1989, 158 p. (MR 1023471, lire en ligne)
- Pierre de la Harpe, Classical Banach-Lie algebras and Banach-Lie groups of operators in Hilbert space, Springer Verlag, coll. « Lecture Notes in Mathematics » (no 285), 1972, iii+160 (MR 0476820)